# Vișeu de Jos
Vișeu de Jos é uma comuna romena localizada no distrito de Maramureș, na região histórica da Transilvânia. A comuna possui uma área de 56 km² e sua população era de 5509 habitantes segundo o censo de 2007.